# Struffoli
Les struffoli sont un dessert napolitain que l'on trouve particulièrement à Noël. Les struffoli sont de petites boules de pâte sucrée (à base de farine, œufs, beurre, sucre et arômes), d'un diamètre de 5 à 10 millimètres.

## Préparation
Ils sont généralement frits dans de l'huile ou dans du saindoux et, après avoir refroidi, ils sont trempés dans du miel chaud. Ils sont décorés avant d'être servis avec des fruits confits, de la nonpareille, etc. Ce dessert ne serait pas originaire de Naples, mais aurait été apporté par les Grecs au temps de la Grande-Grèce.
Les struffoli portent le nom de cicirata (chichade) en Basilicate, pignolata (pignolade) en Calabre, purceddhuzzi (petits cochons) dans les Pouilles, sannacchiudere (il faut les enfermer) à Tarente. On les trouve ainsi dans tout le sud de l'Italie, jusqu'au Latium et dans les Abruzzes sous divers noms et avec des variations de taille, d'arôme ou de période (carnaval, Noël, Pâques, etc.).